# Augustus Welby Northmore Pugin

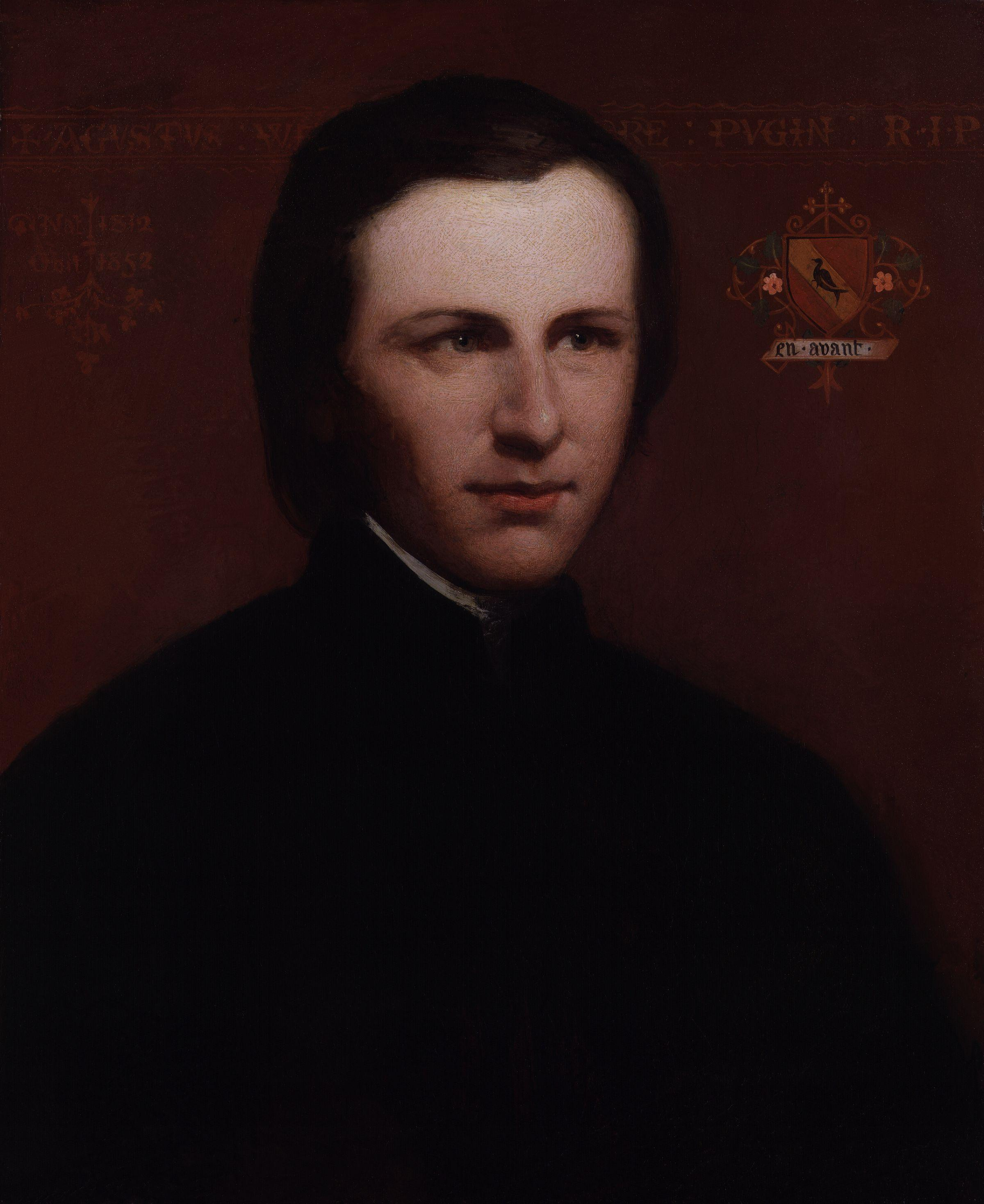
Augustus Welby Northmore Pugin, etwa 1840

Augustus Welby Northmore Pugin (* 1. März 1812 in London; † 14. September 1852 in Ramsgate) war ein englischer Architekt und Architekturtheoretiker. Er gilt als einer der bedeutendsten Vertreter des Gothic Revival.

## Leben

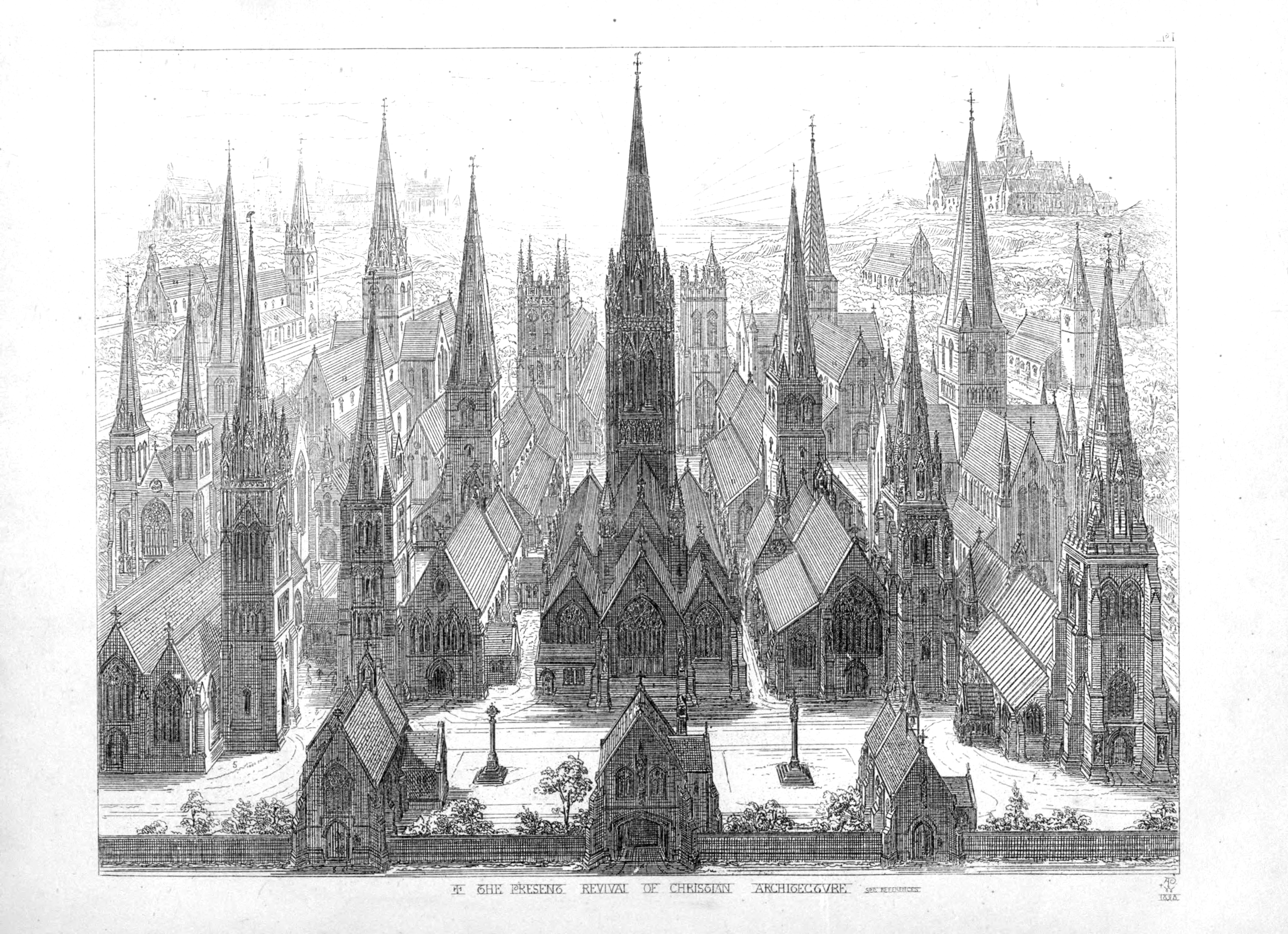
„The present revival of Christian architecture“, Frontispiz aus An apology for the revival of Christian Architecture, 1843

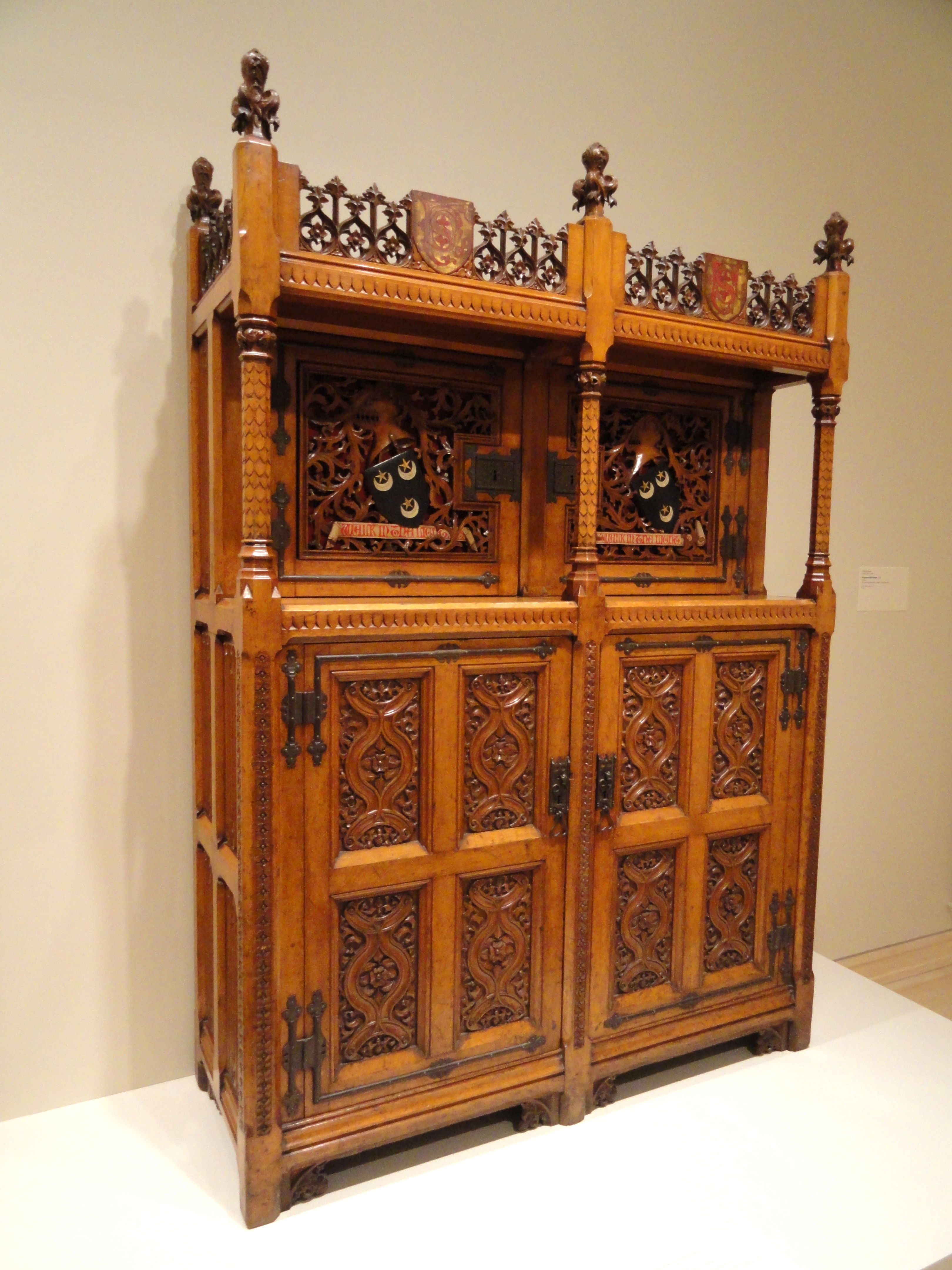
Kabinettschrank, entworfen von Augustus Pugin, um 1847

Pugin war Sohn des aus Frankreich eingewanderten Architekten und Architekturtheoretikers Augustus Charles Pugin (1762–1832), der unter anderem Details im gotischen Stil für John Nash entwarf. Sein eigener Sohn, Edward Welby Pugin (1834–1875), betätigte sich ebenfalls als Architekt.
Augustus Welby Pugin erhielt seine Elementarerziehung als Tagesschüler am Christ’s Hospital, besser als Blue-Coat School bekannt. Schon früh nahm er einen Platz unter den Schülern seines Vaters ein und begleitete diesen unter anderem in die Normandie, um dort die gotische Architektur zu studieren. Außerdem half er seinem Vater beim Erstellen einer ganzen Reihe gotischer Architektur- und Dekorstudien.
Pugin zeigte sehr früh ein erstaunliches Talent im Zeichnen und im Entwurf gotischer Formen. Bereits im Alter von 15 Jahren war er für die Londoner Firma Morchel & Seddon tätig und entwarf für diese Möbel im gotischen Stil zur Ausstattung von Schloss Windsor. Zur gleichen Zeit fertigte er freiberuflich Pläne für Möbel und Metallarbeiten für andere Londoner Unternehmen an. Mit 17 gründete Pugin ein eigenes kleines Geschäft, das Möbel und dekorative Schnitzereien für die Innenausstattung lieferte. Nach anfänglichen Erfolgen musste er es jedoch im Jahr 1831 wieder schließen. Pugin hegte eine große Leidenschaft für das Theater und war in dieser Zeit auch als Bühnenausstatter für das Covent Garden Theatre tätig, namentlich für Sir Walter Scotts Ballettadaption des „Kenilworth“.
Im Jahr 1833 arbeitete er mit Sir Charles Barry beim Entwurf der King Edward’s School, Birmingham, zusammen. Diese geschäftliche Verbindung mündete 1835/36 in der Tätigkeit als Mitentwerfer des Neubaues der Houses of Parliament, der Barry übertragen worden war. Das Jahr 1835 war ohnehin ein Wendepunkt in der Karriere Pugins. Sein Buch mit dem Titel Gothic Furniture in the Style of the Fifteenth Century, das ein neuartiges Verständnis für die mittelalterliche Gestaltungstechnik vermittelte, wurde veröffentlicht. Im selben Jahr erwarb er ein kleines Grundstück in Laverstock, nahe Salisbury, auf dem er für sich und seine Familie St. Marie’s Grange, ein Haus im Stil des 15. Jahrhunderts, errichtete, und er konvertierte, was ihm noch wichtiger war, zum römisch-katholischen Glauben.
Im Jahr 1834 konvertierte Pugin, der bis dahin der Church of England angehört hatte, zur römisch-katholischen Kirche.
Aufgrund seines frühen Todes betrug seine aktive Schaffensperiode als Architekt nur wenig über zehn Jahre.

## Werk und berufliche Karriere

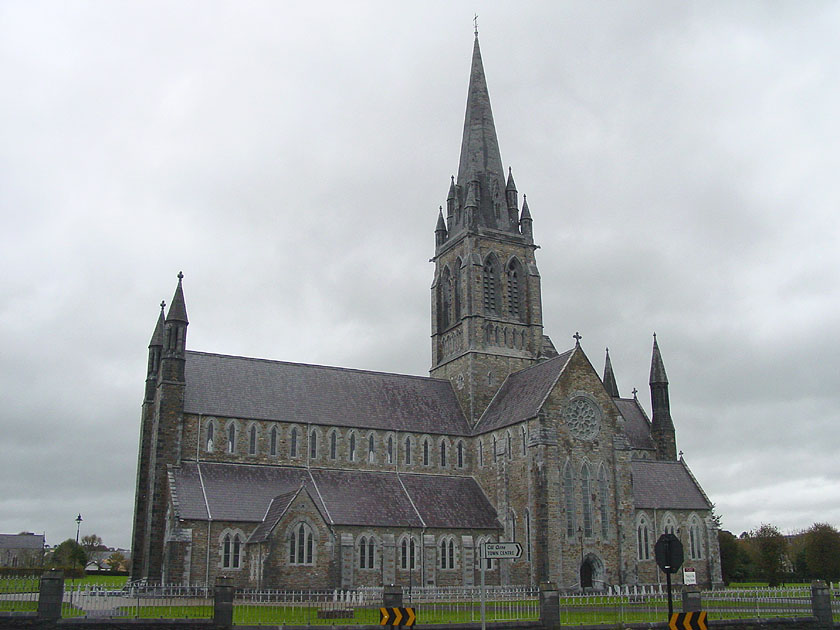
St Mary’s Cathedral, Killarney

Pugin gehörte zu den prominentesten Verfechtern der Wiederbelebung der Gotik in England. Der seinerzeit noch vorherrschende Klassizismus wurde von ihm als einem christlichen Land unwürdig angesehen. Mit dem Gothic Revival, dessen Stil er als christlich ansah, verband er die Hoffnung auf eine religiöse Erneuerung. Diese Ansichten vertrat er in seinen Schriften denn auch glühend und belehrend, und er wird daher als ein Vorgänger der Theorien John Ruskins angesehen. Wegweisend für das Gothic Revival wurde seine Schrift The True Principles of Pointed or Christian Architecture aus dem Jahr 1841. Im Gegensatz zur Vehemenz seiner Theorien wird jedoch sein im Allgemeinen eher kühler, mit leichter Hand entworfener Baustil angesehen.
Pugins Hauptauftraggeber mit über 60 Kirchenbauten war die katholische Kirche, für die er auch die besten seiner Entwürfe fertigte. Zu diesen gehörten die St.-Georgs-Kathedrale im London Borough of Southwark (1841–1848), die Kathedrale von Nottingham (1844), die Kathedrale von Newcastle upon Tyne (1844), die Kirche St. Augustine’s in Ramsgate (1851) sowie in Irland die Sankt-Aidan-Kathedrale von Enniscorthy (1843–1849) und die Marienkathedrale von Killarney (1840–1855).

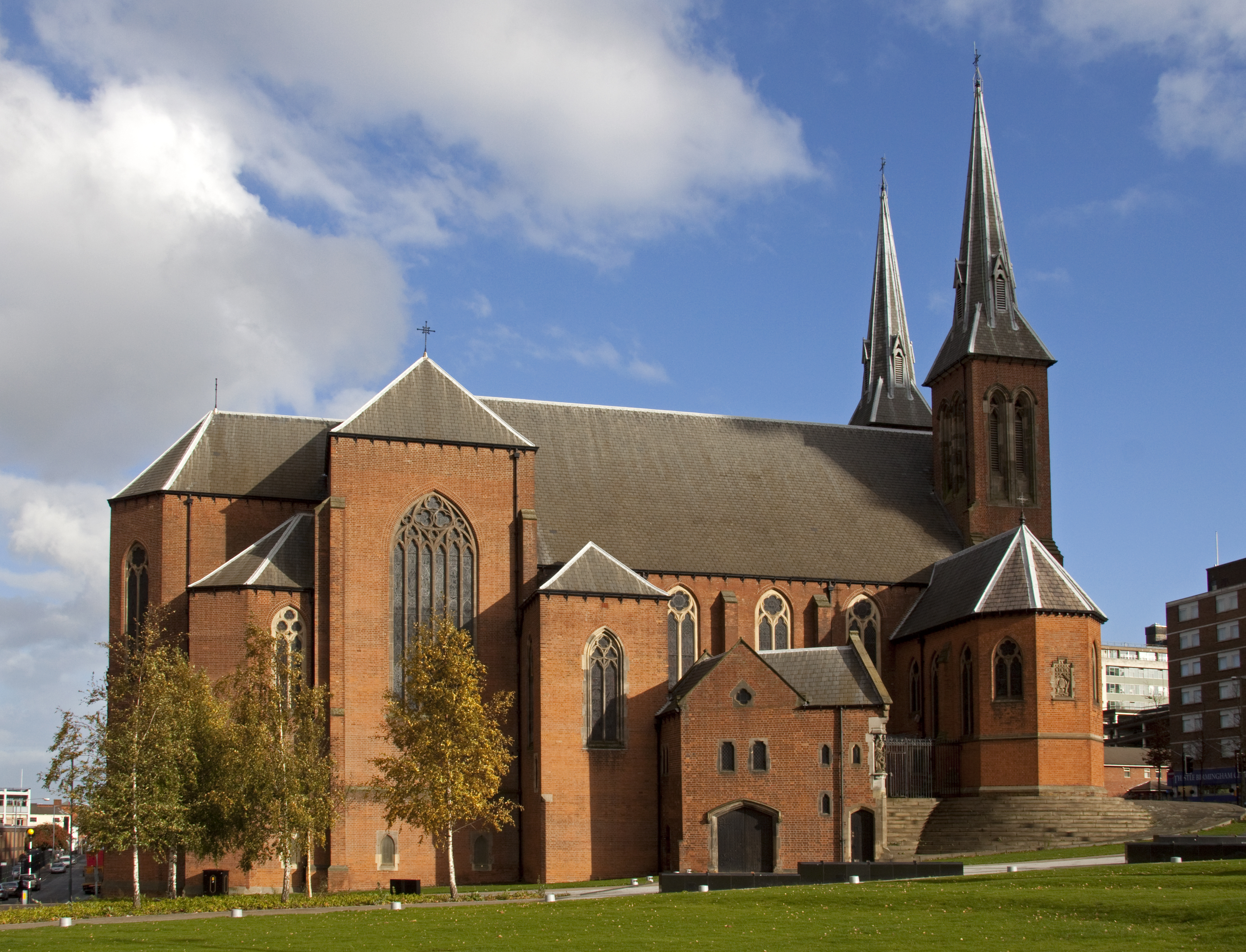
St. Chads Cathedral, Birmingham, errichtet nach Plänen von Augustus Pugin zwischen 1839 und 1841

Zu seinen bedeutendsten Kirchenbauten zählt unter anderem die römisch-katholische St. Chad’s Cathedral in Birmingham, die erste in England seit der Reformation neu errichtete Kathedrale. St. Chad’s präsentiert sich äußerlich schlicht als Backsteinbau mit Hausteinfassungen der Fenster und Türen sowie Doppelturmfassade; ein ursprünglich geplante höhere und damit dem Bauwerk ein optisches Gleichgewicht gebende Vierungsturm kam leider nicht zur Ausführung. (Eine Abbildung des ursprünglich geplanten Baues findet sich auf dem Frontispiz seiner Schrift An apology for the revival, dort als einzige Doppelturmkirche abgebildet.) Im Inneren zeigt die dreischiffige Hallenkirche eine reiche, für Pugin typische Innenarchitektur, dies galt insbesondere für den nicht mehr in St. Chad’s befindlichen Lettner.
In der Zeit zwischen 1837 und 1840 wurden Pugins Architekturarbeiten immer gefragter. Im Jahr 1837 machte er die Bekanntschaft von Autoritäten des St. Mary’s College in Oscott, die ihn mit der Fertigstellung der neuen Kapelle sowie des Dekors des neuen College beauftragten. Für die Kapelle entwarf Pugin die Apsis mit ihrem effektvollen Grat, die Farbfenster des Altarraumes, das Dekor des Gewölbes, die Steinkanzel sowie gotische Kirchenparamente. Er konstruierte aus alten Holzschnitzereien vom Kontinent einen Altaraufsatz. Für die Schauseite des Hochaltares verwendete er Emailplatten aus Limoges. Als weitere Einrichtungsgegenstände erwarb er aus der St.-Gertrud-Kirche zu Löwen Beichtstühle, Bänke sowie eine geschnitzte Kanzel aus dem 17. Jahrhundert. Für das College baute Pugin die beiden Torgebäude und fügte dem Turm noch ein Türmchen hinzu, das Pugin’s night-cap.
Andere Arbeiten umfassen die Gestaltung des Interieurs der Erdington Abbey und das Oscott College, beide in Birmingham. Außerdem entwarf er die Gebäude für die Colleges von St. Patrick und St. Mary in Maynooth.
In den Jahren 1840 bis 1844 erreichte Pugins Einfluss seinen Zenit. Aus dieser Zeit stammen die Kathedrale St. Barnabas, Nottingham, die Zeichnungen für das Balliol College, Oxford (1843), die Kirche St. Giles in Cheadle, Staffordshire (1841–1846), sowie umfassende Reparaturen und Ergänzungen an den Alton Towers, Staffordshire. Darüber hinaus beeinflusste Pugin auch mehrere andere britische Architekten. Prominentestes Beispiel hierfür ist der schottische Architekt James Gillespie Graham, der in Schottland zahlreiche Kirchen und Repräsentativbauten in Anlehnung an Pugins Architektur entwarf.

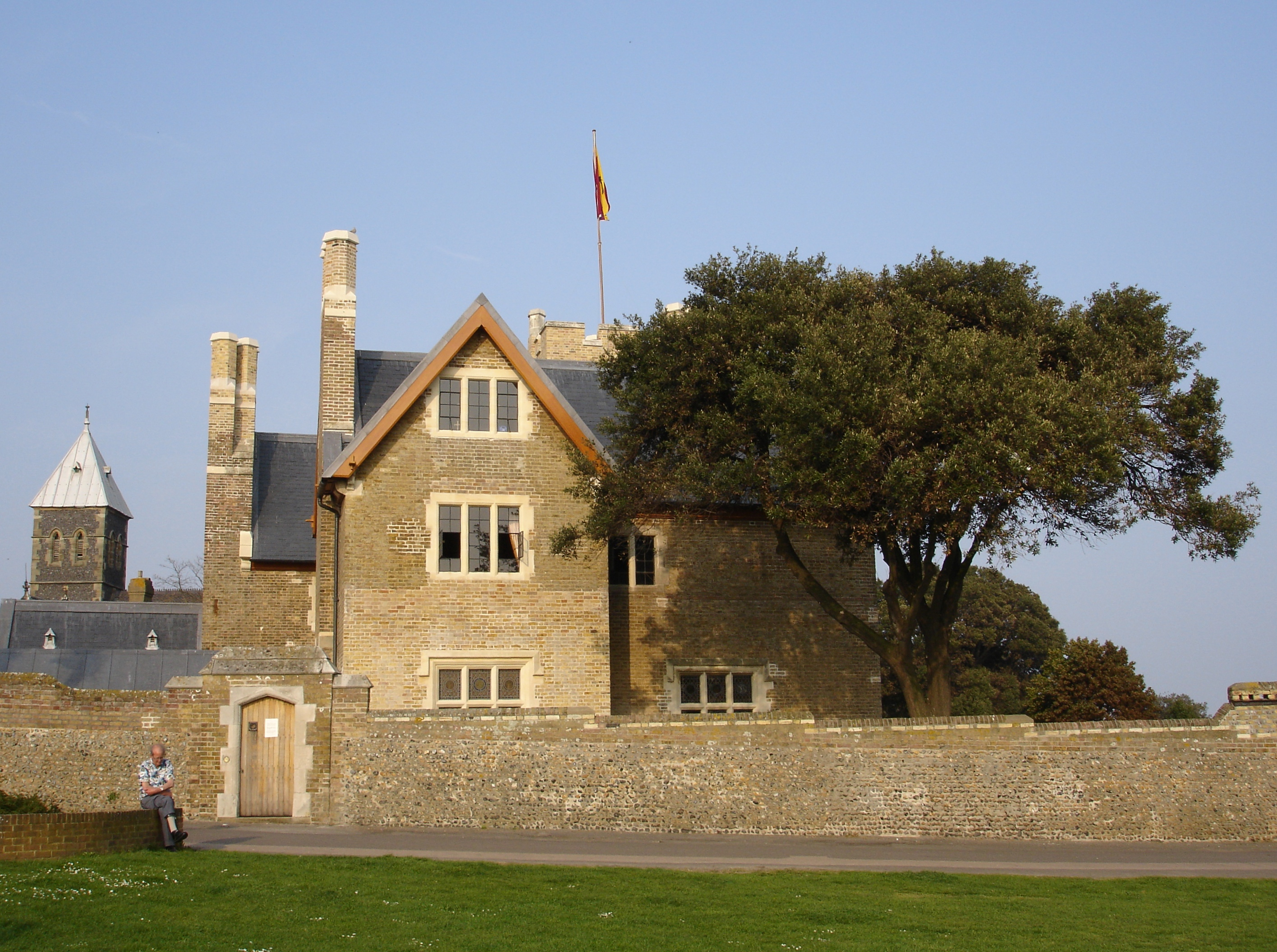
St. Augustine’s Grange, Ramsgate

Die letzten großen Arbeiten betrafen Pugins eigenes Haus, St. Augustine’s Grange und die zugehörige Kirche St. Augustine’s in Ramsgate, Kent. Elegant und doch original gotisch präsentieren sich die Rolle Familienkapelle in Bicton, Devon, die Dekorationen für das House of Lords sowie für die Kapelle des St. Edmund's College in Old Hall Green, Hertfordshire. Während seiner letzten Jahre arbeitete er mit Sir Charles Barry weiter am neuen Palace of Westminster; er entwarf den Glockenturm Big Ben, sein weltweit vielleicht berühmtestes Bauwerk. Und er befasste sich mit dem Kristallpalast für die Weltausstellung in London, bis er im Jahr 1851 einen Nervenzusammenbruch erlitt, an dessen Folgen er starb.

## Schriften
- Ornaments of the XVth and XVIth centuries. Ancient timber houses at Rouen, Caen, Bauvais, &c., Gothic furniture of the XVth century. Designs for gold & silver ornaments, and designs for iron & brass-work in the style of the XVth and XVIth centuries. 4 Teile. Ackerman & Co., London 1835–1837.
- Contrasts, or a Parallel between the noble edifices of the fourteenth and fifteenth centuries, and similar buildings of the present day, shewing the present decay of taste. St. Marie’s Grange, London 1836. doi:10.3931/e-rara-13088
  - Second edition, Charles Dolman, London 1841 archive.org, John Grant, Edinburgh 1898 archive.org.
- The True Principles of Pointed or Christian Architecture. Weale, London 1841 (Volltext in der Google-Buchsuche).
- The Present State of Ecclesiastical Architecture in England. Dolman, London 1843
- An apology for the revival of Christian Architecture. Weale, London 1843 (Digitalisat; archive.org).